# Рамнульф II (граф Пуатье)
Рамнульф II де Пуатье (фр. Ramnulf (Ramnulfe, Ranulf, Rannoux, Rannulf, Ranulph); ранее 850 — 5 августа 890) — граф Пуатье с 877/878 года, герцог Аквитании с 887 года, король Аквитании с 888 года. Сын графа Пуатье Рамнульфа I и Билишильды Мэнской, дочери графа Мэна Роргона I. Представитель династии Рамнульфидов.

## Биография

### Правление
Поскольку в момент смерти отца Рамнульф II был ещё несовершеннолетним, то король Карл II передал графство Пуатье его пасынку Бернару Готскому. Только в 878 году, после мятежа Бернара Готского, король Людовик II Заика возвратил Рамнульфу владение его отца.
После смерти короля Людовика II Рамнульф взял на воспитание младшего сына Людовика, будущего короля Карла III Простоватого, законного наследника трона.
После свержения императора Карла III Толстого в ноябре 887 года Рамнульф присвоил себе титул герцога Аквитании. В 888 году он не признал избрание королём Франции Эда Парижского, поддержав кандидатуру Гвидо Сполетского. Позже Рамнульф предположительно провозгласил себя королём Аквитании, но этот титул за его потомками не закрепился. Королём он назван в Фульдских анналах. В Ведастинских анналах в записи о событиях 889 года он наделён титулом «герцог большей части Аквитании» (лат. dux maximae partis Aquitaniae). Хартии, выпущенные Рамнульфом, также не содержат королевского титула.
Для борьбы против набегов норманнов Рамнульф II укрепил несколько замков, а их управляющих наделил полномочиями виконтов. Одним из таких новосозданных виконтств было виконтство Туар.
Рамнульф II скончался 5 августа 890 года. Ему наследовал его незаконнорождённый сын Эбль Манцер.

### Брак и дети
Жена: с 867 года — Ирменгарда (Ада) (ум. 935)
- Рамнульф (III) (ок. 880—901)[2]

Кроме того, у Рамнульфа II был один незаконный сын:
- Эбль Манцер (ок. 870—934) — граф Пуатье 890—892, 902—934, герцог Аквитании 890—893, 927—932, граф Оверни 927—932